# Бескрылый гусёнок (мультфильм)
«Бескрылый гусёнок» — рисованный мультфильм 1987 года, который создала режиссёр Оксана Черкасова по мотивам чукотской сказки на Свердловской киностудии по заказу Гостелерадио СССР.

## Сюжет
Ворон Кутх рассказывает чукотскую сказку. Летом гуси в тундру прилетали. Вот у всех птенцы уже выросли, а одна гусыня всё на яйце сидит. Кутх с неба смотрит: Где последний? Последним наш гусёнок родился. Очень спать любил. От мамы убежал — опять спит. Ворон Кутх ночь творящий — свет на тьму заменяет, так всегда бывает. Бредёт гусёнок по свежевыпавшему снегу. Услышала его лиса, схватила — и в нору про запас бросила. Гусёнок заплакал. Услышала его мышка и увела в подземную страну. Долго бродил там гусёнок, много разного страшного и странного насмотрелся.
В конце концов пожалел Кутх гусёнка и отправил в полёт к его маме. Вот снова гусёнок у своей мамы родился, теперь не будет долго спать.

## Создатели
- Режиссёр — Оксана Черкасова
- Автор сценария — Владимир Голованов
- Художник-постановщик — Валентин Ольшванг
- Оператор — Сергей Решетников, Николай Грибков
- Художники-мультипликаторы: Алексей Караев, Андрей Золотухин, Елена Петкевич, Владимир Петкевич, Ирина Климова, Галина Васильева, Татьяна Даниленко, Надежда Михайлова, Ольга Князева
- Звукооператор — Людмила Ерыкалова
- Музыкальное оформление — ансамбля «Эргырон»
- Монтажёр — Лариса Пермякова
- Редактор — Э. Орлинкова
- Директор — Валентина Хижнякова
- Создатели приведены по титрам мультфильма.

## Призы и награды
Мультфильм «Бескрылый гусёнок» был награждён:
- Диплом МКФ «КРОК» Украина 1987 г.
- I приз фестиваля «Этнографического кино» г. Пярну
- Приз «Серебряный полкан» фестиваль киноклубов г. Самара

## Отзыв критика
«Бескрылый гусёнок». Художником-постановщиком фильма был Валентин Ольшванг. На целлулоиде — графический рисунок, в стиле чукотской первобытной живописи. В тушь для блеска и мягкости добавляли глицерин, снимали на фоне второго яруса, на котором соль, соль подсвечивали. Получился удивительный эффект свечения в темноте, в потустороннем мире, куда попал гусёнок, заблудился. Многих там встретил, странных, а кто не странный?..

Она сделала три фильма по чукотским легендам: «Кутх и мыши», «Бескрылый гусёнок» и «Племянник кукушки». Оксана последовательна в своём творчестве — популяризации национальной культуры и народных традиций, за что получила Государственную премию России.
— Ирина Марголина «Наши мультфильмы»

## Видео
Мультфильм выпускался на DVD в сборнике мультфильмов «Дедушка Мазай и зайцы» (дистрибьютор «Крупный план»).